# الحرب الروسية العثمانية (1787-1792)
الحرب العثمانية الروسية 1787-1792 هي سلسلة حروب جمعت بين العثمانيين والتحالف الروسي النمساوي.

## أسباب الحرب
زيادة النفوذ الروسي في بلاد الكرج ورفضها رفع الحماية .

## أحداث الحرب
تقدمت روسيا في بلاد القرم وهزمت القوات العثمانية ثم تحالفت مع النمسا واحتلوا مدينة اوزي ثم تقدمت الجيوش النمساوية وحاولت احتلال الصرب ولكنها فشلت وفي هذا الوقت توفي السلطان العثماني عبد الحميد الأول ويأست الجيوش من المقاومة فدخلت النمسا صربيا وروسيا دخلت بساربيا ورومانيا ومع ذلك لم ييأس السلطان سليم الثالث وأمر الجيوش بالتوجه نحو النمسا ولكن الجيوش هزمت في معركة يوزا.

## تغير أحداث الحرب ونهايتها
قامت الثورة الفرنسية وخشيت النمسا من أن تكون فريسة لها فعقدت معاهدة زشتوي ونصت تلك المعاهدة علي إعادة صربيا الي الدولة العثمانية وبذلك توقفت الحرب من جهة النمسا ثم ارادت روسيا ايقاف الحرب فوافقت الدولة العثمانية وعقدت معاهدة ياش وفيها خسرت الدولة العثمانية ازوف وبساربيا وبلاد القرم ولكنها استردت اوزي ورومانيا.

## مصدر
1. ↑  كتاب الدولة العثمانية عوامل النهوض و أسباب السقوط للدكتور علي محمد محمد الصلابي

- Bronza، Boro (2010). "The Habsburg Monarchy and the Projects for Division of the Ottoman Balkans, 1771-1788". Empires and Peninsulas: Southeastern Europe between Karlowitz and the Peace of Adrianople, 1699–1829. Berlin: LIT Verlag. ص. 51–62. مؤرشف من الأصل في 2016-04-29.
- Cunningham، Allan (1993). Ingram، Edward (المحرر). Anglo-Ottoman Encounters in the Age of Revolution: Collected Essays. Frank Cass & Co. Ltd. ISBN:978-0714634944.
- Dowling، Timothy C.، المحرر (2014). Russia at War: From the Mongol Conquest to Afghanistan, Chechnya, and Beyond [2 volumes]. ABC-CLIO. ISBN:978-1598849486. مؤرشف من الأصل في 2019-12-11.
- Dowling، Timothy C.، المحرر (2015). Russia at War: From the Mongol Conquest to Afghanistan, Chechnya, and Beyond. ABC-CLIO. ISBN:978-1598849479.
- Sicker، Martin (2001). The Islamic World in Decline: From the Treaty of Karlowitz to the Disintegration of the Ottoman Empire. Praeger Publishers. ISBN:978-0275968915. مؤرشف من الأصل في 2022-12-07.
- Stone، Bailey (1994). The Genesis of the French Revolution: A Global Historical Interpretation. Cambridge: Cambridge University Press. ISBN:978-0521445702.{{استشهاد بكتاب}}:  صيانة الاستشهاد: التاريخ والسنة (link)
- Tucker، Spencer C. (2011). A Global Chronology Of Conflict. ABC-CLIO. ISBN:978-1851096671.